# کامناک (کارولینای شمالی)
کامناک (به انگلیسی: Cumnock) یک منطقهٔ مسکونی در ایالات متحده آمریکا است که در کارولینای شمالی واقع شده‌است. کامناک ۸۲٫۹۱ متر بالاتر از سطح دریا واقع شده‌است.